# Großsteingrab Fitzen
Das Großsteingrab Fitzen war eine mögliche megalithische Grabanlage der jungsteinzeitlichen Nordgruppe der Trichterbecherkultur bei Fitzen im Kreis Herzogtum Lauenburg in Schleswig-Holstein. Ihre Überreste wurden von Ernst-Walter Bötel am 26. Januar 1938 bei einer Flurbegehung entdeckt. Bötel fand hier in einem Umkreis von 1,5 m mehrere Stücke von verbranntem Feuerstein sowie faustgroße und teilweise ebenfalls verbrannte Stücke von zerschlagenen Granitbrocken vor. Karl Kersten nahm den Befund in seiner 1951 erschienenen Monografie zu den vor- und frühgeschichtlichen Denkmälern des Kreises Herzogtum Lauenburg als zerstörtes Steingrab unter der Nummer Fitzen LA 3 auf.